# Franz Enderli
Franz Enderli (* 4. Dezember 1954 in Altdorf; heimatberechtigt in Wassen) ist ein Schweizer Politiker (CSP OW).

## Politische Ämter
Enderli gehörte von 1999 bis 2009 dem Kantonsrat des Kantons Obwalden an, den er im Amtsjahr 2007/08 als Kantonsratspräsident leitete. Von 2009 bis 2018 war er Mitglied des Regierungsrats, wo er das Bildungs- und Kulturdepartement und stellvertretend das Sicherheits- und Justizdepartement leitete. In den Amtsjahren 2011/2012 und 2015/2016 war er Landstatthalter (Vizepräsident des Regierungsrats) und im Amtsjahr 2012/2013 und 2016/2017 war er Landammann (Präsident des Regierungsrats) des Kantons Obwalden. Zum Ende der Legislaturperiode am 30. Juni 2018 trat er aus dem Regierungsrat aus.

## Leben
Enderli absolvierte ein Theologiestudium in Luzern und Wien, das er mit Diplom abschloss. Er arbeitete von 1981 bis 1996 als Laientheologe in der Pfarrei Kerns. Von 1996 bis 2009 leitete er die Katechetische Arbeits- und Medienstelle Obwalden und war als Religionslehrer und Mittelschulseelsorger am Kollegium St. Fidelis in Stans engagiert.
Enderli ist dreifacher Vater und wohnt in Kerns.